# Ред Тилсон Трофи

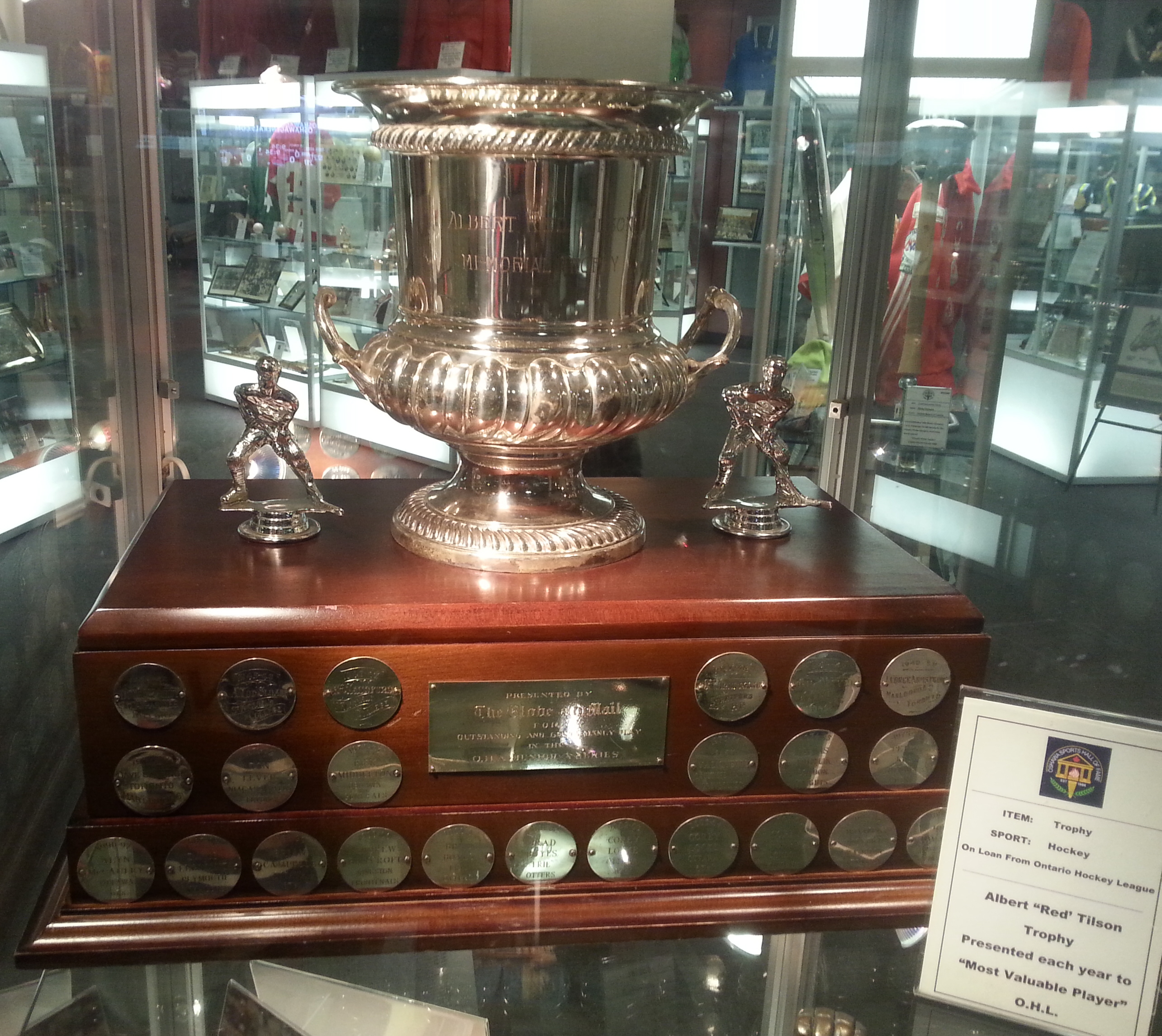
Приз Ред Тилсон Трофи

Ред Тилсон Трофи (англ. Red Tilson Trophy) — приз, ежегодно вручаемый лучшему хоккеисту Хоккейной лиги Онтарио (OHL).
Приз назван в честь Реда Тилсона — игрока команды «Ошава Дженералз», погибшего во время Второй мировой войны.

## Победители
Выделены игроки так же получавшие в этом сезоне трофей «Лучший игрок года CHL».
- 2023–24 Истон Кауэн, Лондон Найтс
- 2022–23 Мэттью Маджио, Уинсор Спитфайрз
- 2021–22 Уайатт Джонстон, Уинсор Спитфайрз
- 2020–21 Сезон был отменён из-за пандемии коронавируса
- 2019–20 Марко Росси, Оттава Сиксти Севенс
- 2018–19 Укко-Пекка Луукконен, Садбери Вулвз
- 2017–18 Джордан Кайру, Сагино Спирит
- 2016–17 Алекс Дебринкэт, Эри Оттерз
- 2015–16 Митчелл Марнер, Лондон Найтс
- 2014-15 Коннор Макдэвид, Эри Оттерз
- 2013-14 Коннор Браун, Эри Оттерз
- 2012-13 Винсент Трочек, Плимут Уолерз
- 2011-12 Майкл Хузер, Лондон Найтс
- 2010-11 Райан Эллис, Уинсор Спитфайрз
- 2009-10 Тайлер Сегин, Плимут Уолерз
- 2008-09 Коди Ходжсон, Брэмптон Баттальон
- 2007-08 Джастин Азеведо, Китченер Рейнджерс
- 2006-07 Джон Таварес, Ошава Дженералз
- 2005-06 Войтек Вольски, Брэмптон Баттальон
- 2004-05 Кори Перри, Лондон Найтс
- 2003-04 Кори Лок, Оттава Сиксти Севенс
- 2002-03 Кори Лок, Оттава Сиксти Севенс
- 2001-02 Брэд Бойс, Эри Оттерз
- 2000-01 Брэд Бойс, Эри Оттерз
- 1999-00 Эндрю Рэйкрофт, Кингстон Фронтенакс
- 1998-99 Брайан Кэмпбелл, Оттава Сиксти Севенс
- 1997-98 Дэвид Легуанд, Плимут Уолерз
- 1996-97 Элин Макколи, Оттава Сиксти Севенс
- 1995-96 Элин Макколи, Оттава Сиксти Севенс
- 1994-95 Дэвид Линг, Кингстон Фронтенакс
- 1993-94 Джейсон Эллисон, Лондон Найтс
- 1992-93 Пэт Пик, Детройт Джуниор Ред Уингз
- 1991-92 Тодд Симон, Ниагара-Фолс Тандер
- 1990-91 Эрик Линдрос, Ошава Дженералз
- 1989-90 Майк Риччи, Питерборо Питс
- 1988-89 Брайан Фогэрти, Ниагара-Фолс Тандер
- 1987-88 Эндрю Кэсселс, Оттава Сиксти Севенс
- 1986-87 Скотт Маккрори, Ошава Дженералз
- 1985-86 Рэй Шеппард, Корнуэлл Ройалз
- 1984-85 Уэйн Гру, Су-Сент-Мари Грейхаундз
- 1983-84 Джон Такер, Китченер Рейнджерс
- 1982-83 Дуг Гилмор, Корнуэлл Ройалз
- 1981-82 Дэйв Симпсон, Лондон Найтс
- 1980-81 Эрни Годден, Уинсор Спитфайрз
- 1979-80 Джим Фокс, Оттава Сиксти Севенс
- 1978-79 Майк Фолиньо, Садбери Вулвз
- 1977-78 Бобби Смит, Оттава Сиксти Севенс
- 1976-77 Дэйл Маккурт, Сент-Катаринс Финкапс
- 1975-76 Питер Ли, Оттава Сиксти Севенс
- 1974-75 Дэннис Марук, Лондон Найтс
- 1973-74 Джэк Валикетт, Су-Сент-Мари Грейхаундз
- 1972-73 Рик Миддлтон, Ошава Дженералз
- 1971-72 Дон Левер, Ниагара-Фолс Флайерз
- 1970-71 Дэйв Гарднер, Торонто Мальборос
- 1969-70 Жильбер Перро, Монреаль Джуниорс Канадиенс
- 1968-69 Режан Уль, Монреаль Джуниорс Канадиенс
- 1967-68 Уолт Ткачук, Китченер Рейнджерс
- 1966-67 Мики Редмонд, Питерборо Питс
- 1965-66 Андре Лакруа, Питерборо Питс
- 1964-65  Андре Лакруа, Питерборо Питс
- 1963-64  Иван Курнуайе, Монреаль Джуниорс Канадиенс
- 1962-63  Уэйн Макснер, Ниагара-Фолс Флайерз
- 1961-62  Пит Мартин, Гамильтон Ред Уингз
- 1960-61  Род Жильбер, Гелф Билтмур Мэд Хэттерз
- 1959-60  Уэйн Коннелли, Питерборо Ти-Пи-Ти’з
- 1958-59 Стэн Микита, Сент-Катаринс Ти Пис
- 1957-58  Мюррей Оливер, Гамильтон Тайгер Кабз
- 1956-57  Фрэнк Маховлич, Торонто Сент-Майклз Мэйджорс
- 1955-56  Рон Хоуэлл, Гелф Билтмур Мэд Хэттерз
- 1954-55  Хэнк Чизла, Сент-Катаринс Ти Пис
- 1953-54  Бриан Каллен, Сент-Катаринс Ти Пис
- 1952-53  Роберт Эттерсли, Ошава Дженералз
- 1951-52  Билл Хэррингтон, Китченер Гринширтс
- 1950-51  Гленн Холл, Уинсор Спитфайрз
- 1949-50  Джордж Армстронг, Торонто Мальборос
- 1948-49  Гилл Мэйер, Барри Флайерз
- 1947-48  Джордж Армстронг, Стратфорд Миджетс
- 1946-47  Эд Сэндфорд, Торонто Сент-Майклз Мэйджорс
- 1945-46  Тод Слоан, Торонто Сент-Майклз Мэйджорс
- 1944-45  Дуг Макмюрди, Сент-Катаринс Фэлконз